# Agnati in Italia
Nella tabella l'elenco di famiglie e specie di pesci appartenenti alla classe Agnatha presenti in Italia.
| Ordine             | Famiglia             | Nome scientifico     | Nome comune | Origine     | Habitat | Immagine |
| Myxiniformes       | Myxinidae            | Myxine glutinosa     | Missine     | dubbio      | marino  |          |
| Petromyzontiformes |                      |                      |             |             |         |          |
| Petromyzontidae    | Lampetra fluviatilis | Lampreda di fiume    | nativo      | anadromo    |         |          |
| Petromyzontidae    | Lampetra planeri     | Lampreda di ruscello | nativo      | acqua dolce |         |          |
| Petromyzontidae    | Lampetra zanandreai  | Lampreda padana      | nativo      | acqua dolce |         |          |
| Petromyzontidae    | Petromyzon marinus   | Lampreda di mare     | nativo      | anadromo    |         |          |